# Beč, Cerknica
Beč este o localitate din comuna Cerknica, Slovenia, cu o populație de 9 locuitori.